# Nikolaj Rasskazov
Nikolaj Olegovič Rassjazov (in russo Никола́й Оле́гович Расска́зов?; Efremov, 4 gennaio 1998) è un calciatore russo, difensore del Kryl'ja Sovetov Samara.

## Caratteristiche tecniche
È un terzino destro.

## Carriera

### Club
È cresciuto nelle giovanili dello Spartak Mosca.

### Nazionale
Con la Nazionale Under-21 di calcio della Russia ha preso parte a 4 incontri di qualificazione al Campionato europeo di calcio Under-21 2019.

## Palmarès

### Club

#### Competizioni nazionali
- Coppa di Russia: 1

Spartak Mosca: 2021-2022